# De Schaum Motor Syndicate Company
De Schaum Motor Syndicate Company war ein US-amerikanischer Hersteller von Automobilen.

## Unternehmensgeschichte
William A. de Schaum, geboren als William Andrew Schaum, leitete bereits von 1900 bis 1903 die Schaum Automobile & Motor Manufacturing Company in Baltimore. Ab 1906 war er für die C. Rossler Manufacturing Company in Buffalo im US-Bundesstaat New York tätig. 1908 gründete er sein eigenes  Unternehmen in Buffalo zur Automobilproduktion. Der Markenname lautete De Schaum. 1909 änderte sich der Markenname auf Seven Little Buffaloes. Im gleichen Jahr endete die Produktion. Insgesamt entstanden 36 Fahrzeuge der ersten Marke und 54 Fahrzeuge der zweiten Marke.
De Schaum gründete später die Suburban Motor Car Company.

## Fahrzeuge

### Markenname De Schaum
Im Angebot standen verschiedene Highwheeler. Mit den großen Rädern waren sie gut geeignet für die damaligen schlechten Straßen, insbesondere in Gebieten wie North Dakota und South Dakota. Allerdings war die Zeit vorüber, in der sich Fahrzeuge dieser Art gut verkaufen ließen. Alle Fahrzeuge hatten einen Zweizylindermotor, ein Friktionsgetriebe und Kettenantrieb.
1908 standen zwei Modelle im Sortiment. Ihr Motor leistete jeweils 10 PS. Model S war ein Surrey mit 213 cm Radstand und Model W ein Stanhope mit 188 cm Radstand.
1909 wurde das Modellangebot ausgebaut. Das Model A als Stanhope war wahlweise mit 10 PS und 193 cm Radstand oder mit 14 PS und 208 cm Radstand lieferbar. Das Model S mit 14-PS-Motor und 208 cm Radstand war als Runabout karosseriert. Daneben gab es ein gleichnamiges Modell als Tourenwagen, dessen Motor 20 PS leistete, und dessen Fahrgestell 221 cm Radstand aufwies. Außerdem stand das Model W im Angebot. Mit 10 PS Leistung und 183 cm Radstand  war dieser Stanhope das schwächste und kürzeste, aber auch billigste Fahrzeug des Herstellers.

### Markenname Seven Little Buffaloes
Ein Highwheeler mit einem luftgekühlten Zweizylindermotor mit 10 PS Leistung, 183 cm Radstand und einem Aufbau als Runabout entsprach den bisherigen Modellen. Laut einer Quelle war dies das einzige Modell.
Eine andere Quelle nennt weitere Modelle. Ein Stanhope mit 193 cm Radstand war technisch identisch. Daneben gab es konventionelle Modelle mit einem wassergekühlten Vierzylindermotor und 20 PS Leistung, aber weiterhin Friktionsgetriebe. Der Radstand betrug 221 cm. Zur Wahl standen Aufbauten als Tourenwagen, Town Car und Landaulet.

## Modellübersicht
| Jahr | Marke                  | Modell      | Zylinder | Leistung (PS) | Radstand (cm) | Aufbau                           |
| ---- | ---------------------- | ----------- | -------- | ------------- | ------------- | -------------------------------- |
| 1908 | De Schaum              | Model S     | 2        | 10            | 213           | Surrey                           |
| 1908 | De Schaum              | Model W     | 2        | 10            | 188           | Stanhope                         |
| 1909 | De Schaum              | Model A     | 2        | 10            | 193           | Stanhope                         |
| 1909 | De Schaum              | Model A     | 2        | 14            | 208           | Stanhope                         |
| 1909 | De Schaum              | Model S     | 2        | 14            | 208           | Runabout                         |
| 1909 | De Schaum              | Model S     | 2        | 20            | 221           | Tourenwagen                      |
| 1909 | De Schaum              | Model W     | 2        | 10            | 183           | Stanhope                         |
| 1909 | Seven Little Buffaloes | Highwheeler | 2        | 10            | 183           | Runabout                         |
| 1909 | Seven Little Buffaloes | Highwheeler | 2        | 10            | 193           | Stanhope                         |
| 1909 | Seven Little Buffaloes |             | 4        | 20            | 221           | Tourenwagen, Town Car, Landaulet |